# Nymula quinoni
Nymula quinoni är en fjärilsart som beskrevs av Archibald C. Weeks 1906. Nymula quinoni ingår i släktet Nymula och familjen Riodinidae. Inga underarter finns listade i Catalogue of Life.